# Ctenus mirificus
Ctenus mirificus là một loài nhện trong họ Ctenidae.
Loài này thuộc chi Ctenus. Ctenus mirificus được miêu tả năm 1912 bởi Arts.